# 本浄寺 (豊島区)
本浄寺（ほんじょうじ）は、東京都豊島区にある日蓮宗の寺院。

## 歴史
寛永年間（1624年-1645年）、真珠院日要によって開山された。元々は現在の根津神社の場所に位置してたが、1707年（宝永4年）に根津権現社（根津神社）移転のため、現在地に移転した。
当寺には「七面大明神」と呼ばれる七面天女像や「運命守護の大黒天」と呼ばれる大黒天像が安置されている。

## 関係者
- 三宅家（田原藩藩主家）

田原藩は渡辺崋山の出身藩として知られている。
- 五代目市川壽美蔵（歌舞伎役者）

## 交通アクセス
- 護国寺駅より徒歩4分。